# Тиха Гавань (роман)
Тиха Гавань - любовний роман американського письменника Ніколаса Спаркса. Він був опублікований в 2010 році.

## Сюжет
Кеті, таємнича 27-річна жінка, переїздить до Саутпорту, Північна Кароліна. Вона зберігає конфіденційність, починає працювати в ресторані Айванс і живе ізольовано, не пхаючи нікуди носа. Очевидно, що вона приховує щось. Вона заводить дружбу з сусідкою, тридцятиліттньою жінкою Джо.
Кеті регулярно ходить за покупками в магазин і власник магазину, Алекс, подобається їй. Алекс вдівець з двома дітьми, Джош і Крістен. Кеті миттєво знаходить спільну мову з Крістен, яка ще не пішла до школи, але вже допомагає батькові в магазин. Одного разу, Джош ледь не тоне під час риболовлі і, в той час як Алекс рятує його, Кеті втішає Крістен. Після цього інциденту, Кеті стає більш дружньою з Алексом і врешті-решт, вона запрошує його на вечерю до себе. Незабаром вони усвідомили, що вони люблять один одного і Алекс, який колись був детективом, розкриває секрет Кеті. Кеті, розуміючи що Алекс ось-ось розкриє її таємницю, відкривається йому і каже, що вона перебуває у шлюбі з людиною на ім'я Кевін. Її справжнє ім'я Ерін. Кевін - полісмен, фізично знущався з неї, і таким чином вона була змушена тікати зі свого будинку, приймаючи нову особистість. Алекс обіцяє зберегти її таємницю і найближчим часом їх любов стає все більшою.
З іншого боку, Кевін розлючений на Кеті тому, що вона втекла від нього. Він починає шукати Кеті і після того як він довідується, яку особистість вона використовує, отримує змогу відшукати її місцезнаходження. Він прибуває в Ліверпуль і бачить Кеті. Того вечора Кеті доглядає дітей в Алекса дома, поки він поїхав до аеропору по товариша. Кевін підпалює будинок Алекса, але на щастя Кеті вдається втекти з Джошем і Крістен. Вона розпочинає бійку з Кевіном, таким чином даючи дітям час на втечу. Алекс прибуває вчасно, відводить дітей до будинку Кеті, повертається до свого палаючого будинку і нападає на Кевіна. Кевін тікає від Алекса і їде до будинку Кеті. Після того як Кеті дізнається, що Алекс залишив дітей в її будинку, вона приходить в жах; вона знає що Кевін піде до неї додому, щоб піймати її і таким чином, дитячі життя знаходиться в небезпеці. Коли вони досягають будинок Кеті, Кевін нападає на Алекса з ломом. Однак Кеті вбиває Кевіна рушницею.
Алекс відновлює сили в лікарні і найближчим часом, із залишків згорілого будинку, відновлюють сейф. Алекс віддає Кеті лист із сейфа. Кеті повертається до її маленькому будиночку і вирішує зустрітися з її сусідкою, другом і людиною яка її підтримує, Джо. Однак, вона шокована побачити будинок Джо в такому стані, що дає натяк, ніби у будинку ніколи ніхто не проживав. Злякавшись, вона усвідомлює, що Джо була повністю її уявою. Шокована цим, вона починає читати листа, що Алекс їй дав. Це лист, написаний покійною дружиною Алекса, Карлі. І там написано, що її друзі зазвичай кликали її Джо. Кеті розуміє, що Джо не її уява, а дух Карлі. Вона закінчує читати листа, який Карлі написала жінці, яку покохає її чоловік. Карлі просить жінку, тобто Кеті, завжди дбати про Алекса і дітей. 
Кеті починає йти до будинку Алекса і перш ніж покинути свій будинок, вона бачить що будинок Джо світисться, і Джо стоїть, і махає їй на прощання.

## Персонажі
- Кеті / Ерін: героїня роману; дружина яку піддавали домашнім тортурам, втекла від чоловіка і живе ізольованим життям в Ліверпулі, і там вона закохується в Алекса.
- Алекс: Алекс овдовілий батько двох дітей, власник магазину і людина, яка закохується в Кеті.
- Кевін: Кевін чоловік Кеті / Ерін і антагоніст роману.
- Карлі / Джо: Карлі була покійною дружиною Алекса. Після її смерті, її дух стає другом Кеті, змушуючи її повірити, що Джо її сусідка.
- Джош: Джош син Алекса.
- Крістен: Крістен маленька дочка Алекса, яка стає дуже близькою з Кеті. У фільмі її ім'я змінено на Лексі (дочку виконавчого продюсер Джейсона Колодна звати Лексі )
- Джойс: Джойс стара жінка сімдесятилітнього віку, яка допомагає Алекс в магазині. У фільмі, роль старця на ім'я Роджер заснована на цьому персонажі.
- Фельдмани: Ден і Кеті Фельдман - сусіди Ерін і Кевіна. Ерін бере собі особистість Кеті коли тікає від Кевіна.

## Переробка
Тиха Гавань була перероблена у фільмі в 2013 році. Режисером фільму став Лассе Халльстрьом. У фільмі знімалися: Джуліанна Хаф, як Кеті, Джош Дюамель, як Алекс, Девід Лайонс, як Кевін, і Кобі Смолдерс як Джо. Фільм отримав в основному негативні відгуки критиків. 